# Forbach, Moselle
Forbach là một xã trong vùng hành chính Lorraine, thuộc tỉnh Moselle, quận Forbach, tổng Forbach. Tọa độ địa lý của xã là 49° 11' vĩ độ bắc, 06° 53' kinh độ đông. Forbach nằm trên độ cao trung bình là 222 mét trên mực nước biển, có điểm thấp nhất là 192 mét và điểm cao nhất là 388 mét. Xã có diện tích 16,32 km², dân số vào thời điểm 1999 là 22.807 người; mật độ dân số là 1397 người/km².

## Thông tin nhân khẩu
| 1962   | 1968   | 1975   | 1982   | 1990   | 1999   |
| ------ | ------ | ------ | ------ | ------ | ------ |
| 21.704 | 23.120 | 25.244 | 27.187 | 27.076 | 22.807 |

## Các thành phố kết nghĩa
- , Völklingen, Saarland, Đức

## Nhân vật nổi tiếng
- Jean-Nicolas Houchard (1740-1793), tướng quân đội
- Patricia Kaas (sinh năm 1966), nữ ca sĩ sinh tại Forbach